# Afrodite (album)
Afrodite è il quarto album in studio del cantautore italiano Dimartino, pubblicato il 25 gennaio 2019. 
L'album è stato anticipato dai singoli Cuoreintero e Giorni buoni.

## Descrizione
Prodotto da Matteo Cantaluppi (già al lavoro con Thegiornalisti, Ex-Otago, Canova e Fast Animals and Slow Kids), il disco segna una svolta stilistica rispetto ai precedenti lavori del cantautore siciliano, con un suono molto più energico e frizzante, ispirato a cantautori come Sébastien Tellier, Lucio Battisti e Lucio Dalla, fondendo insieme sonorità contemporanee di gruppi come MGMT, M83 e Tame Impala alla musica d'autore italiana, con brani più riflessivi ed evocativi (Feste comandate e Due personaggi) e altri più coinvolgenti ed energici (il rock con influenze esotiche di Ci diamo un bacio, Pesce d'aprile, Cuoreintero, Liberarci dal male).
I testi sono di stampo autobiografico, basati su esperienze vissute da Antonio Di Martino, leader dei Dimartino. In particolare, riguardo al testo di Pesce d'aprile (che recita: «Pesce d’aprile / C'è un terrorista in cortile / Un'autobomba alla scuola / Entriamo in seconda ora o rischiamo di morire») ha affermato:
Nel disco è molto presente anche l'influenza di Palermo, città vicina alla nativa Misilmeri, soprattutto nei testi di Ci diamo un bacio e Daniela balla la samba, come lui stesso afferma:

## Tracce
Testi di Antonio Di Martino.
1. Giorni buoni – 4:00
2. Due personaggi – 3:38
3. Cuoreintero – 3:43
4. Pesce d'aprile – 3:34
5. Feste comandate – 4:45
6. Ci diamo un bacio (Pubblicato come singolo in una versione interpretata insieme al gruppo musicale italiano La Rappresentante di Lista) – 3:32
7. Liberarci dal male – 4:13
8. La luna e il bingo – 3:21
9. I ruoli – 3:12
10. Daniela balla la samba – 3:42

Durata totale: 37:40

## Formazione
- Antonio Di Martino – voce, cori, basso, chitarre elettriche e acustiche
- Angelo Trabace – pianoforte, organo, piano elettrico, cori
- Matteo Cantaluppi – tastiere, sintetizzatore, programmazione, percussioni, chitarre elettriche; batteria (tracce 1, 3, 7)
- Giusto Correnti – batteria (tracce 2, 4–6, 8–10)
- Daniel Plentz – percussioni (tracce 5, 6, 7, 8)
- Mirko Onofrio – sassofono (traccia 3)
- Francesco Incandela – violino (tracce 6, 10)
- Angelo Di Mino – violoncello (tracce 6, 10)